# Oedibasis
Oedibasis es un género de plantas pertenecientes a la familia Apiaceae. Comprende 6 especies descritas y de estas, solo 3 aceptadas.

## Taxonomía
El género fue descrito por Borís Kozo-Polianski y publicado en Bulletin de la Société Impériale des Naturalistes de Moscou, n.s. 2929: 175. 1916. La especie tipo es: Oedibasis apiculata (Kar. & Kir.) Koso-Pol.

## Especies
A continuación se brinda un listado de las especies del género Oedibasis aceptadas hasta septiembre de 2012, ordenadas alfabéticamente. Para cada una se indica el nombre binomial seguido del autor, abreviado según las convenciones y usos.
- Oedibasis apiculata (Kar. & Kir.) Koso-Pol.
- Oedibasis platycarpa Koso-Pol.
- Oedibasis tamerlanii Korovin ex Nevski